# Табличное пространство
Табличное пространство (англ. tablespace) — понятие, используемое в некоторых СУБД для организации логического пространства, в котором совместно хранятся указанные объекты базы данных — таких как индексы, таблицы и другие. При создании табличного пространства определяется его имя, которое используется для указания на пространство в sql-запросах.
Табличные пространства не имеют отношения ни к логической структуре базы данных, ни к схеме, а предназначены для указания места хранения данных на физических носителях. Различные объекты одной базы данных, например, индекс и таблица, могут физически храниться в разных пространствах. С помощью табличных пространств администратор имеет возможность контролировать использование базой данных доступного места и оптимизировать быстродействие. Например, пространство, используемое для индексов, можно разместить на быстрых накопителях, а пространство, используемое для архивных данных, можно разместить на менее быстрых, но значительно более ёмких. Секционирование обеспечивает разбивку одного объекта на секции, которые могут размещаться в различных табличных пространствах.
Физически пространства хранятся в виде файлов, но некоторые СУБД обладают собственными менеджерами томов, работающими напрямую с блочными устройствами, что позволяет увеличить быстродействие за счёт обхода вызовов средств поддержки файловой системы.